# Battle for Pandora
Battle for Pandora es una película estadounidense de acción, terror y ciencia ficción de 2022, dirigida por Noah Luke, escrita por Rolfe Kanefsky y Joe Roche, musicalizada por Mikel Shane Prather, en la fotografía estuvo Noah Luke y los protagonistas son Tom Sizemore, Natalie Storrs y Mark Ricketson, entre otros. El filme fue producido por Emerald City Films y The Asylum; se estrenó el 2 de diciembre de 2022.

## Sinopsis
Luego de que una señal de auxilio de un buque de investigación regresa a la Tierra, la Fuerza Espacial de Estados Unidos manda una nave de rescate a Pandora, una luna de Saturno. Al momento de aterrizar, se dan cuenta de que en el astro vive una especie humanoide muy evolucionada.